# Kościół św. Józefa Oblubieńca Najświętszej Maryi Panny w Szydłowie
Kościół św. Józefa Oblubieńca Najświętszej Maryi Panny – rzymskokatolicki kościół filialny w Szydłowie. Kościół należy do parafii św. Rocha w Tułowicach w Dekanacie Niemodlin, diecezji opolskiej.

## Historia kościoła
Świątynia w Szydłowie została wybudowana stylu barokowym, w latach 1913–1914. Kościół został konsekrowany jeszcze przed zakończeniem jego budowy, w dniu 27 lipca 1913 roku. Była to pierwsza wybudowana w tej miejscowości świątynia. Poprzednio mieszkańcy Szydłowa uczęszczali na nabożeństwa do odległego o ponad 5 kilometrów kościoła św. Jadwigi Śląskiej w Prądach, będącego w owym czasie filią parafii św. Rocha w Tułowicach.